# Bradlecká Lhota
Bradlecká Lhota település Csehországban, Semilyi járásban. Bradlecká Lhota Syřenov, Lomnice nad Popelkou, Soběraz, Kyje és Železnice településekkel határos. Lakosainak száma 226 fő (2024. január 1.).

## Népesség
A település lakosságának változását az alábbi diagram mutatja:
| Lakosok száma | 423  | 405  | 365  | 274  | 225  | 216  | 241  | 236  | 236  | 226  |
|               | 1869 | 1900 | 1921 | 1961 | 1980 | 2011 | 2016 | 2019 | 2021 | 2024 |